# Tahinli çörek
Le tahinli çörek est une pâtisserie sucrée que l'on trouve couramment dans les cuisines d'Arménie sous le nom de Թահինով Հաց ; à Chypre et en Grèce sous le nom de ταχινόπιττα ou τασιηνόπιττα ; et dans la gastronomie arabe sous le nom de khubz tahini. C'est une nourriture de rue populaire à Chypre.
La pâte comprend du sucre et de l'huile et a une texture entre un pain et un cookie. Elle est levée avec de la levure et peut être cuite après la première levée. Parfois, la pâte peut être trempée dans un sirop de glucose ou de miel, et parfumée à la cannelle.
Le tahinli est fabriqué en roulant la pâte à plat, en l'étalant avec le mélange de tahinli, en la saupoudrant de sucre et en la roulant en forme de bûche. La pâte est ensuite coupée en petits morceaux et aplatie pour former un cercle.
Selon le chef palestinien Sami Tamimi, cette pâtisserie est originaire d'Arménie. 